# آیدا آوتیسیان (دانشمند)
آیدا آوتیسی آوتیسیان (ارمنی: Աիդա Ավետիսի Ավետիսյան؛  زادهٔ ۲۹ نوامبر ۱۹۳۸ - درگذشته ۱۰ اکتبر ۲۰۰۹) شیمی‌دان، مخترع اهل ارمنستان بود.

## زندگی‌نامه
وی در ۲۹ نوامبر ۱۹۳۸ در ایروان به دنیا آمد و از دانشگاه دولتی ایروان (۱۹۶۰) و انستیتو شیمی آلی ان.دی. زلینسکی (۱۹۶۴) فارغ‌التحصیل گشت. وی از ۱۹۹۶ عضو فرهنگستان ملی علوم ارمنستان بود. همچنین برندهٔ جوایزی همچون نشان آنانیا شیراکاتسی، جایزه رئیس‌جمهور جمهوری ارمنستان (جایزه پوغوسیان) و مخترع اتحاد شوروی (۱۹۸۰) شده است. وی در ۱۰ اکتبر ۲۰۰۹ در سن ۷۰ سالگی در ایروان درگذشت.

## یادداشت
1. ↑  Ով ով է. հայեր
2. ↑  քիմիական գիտությունների դոկտոր
3. ↑   Ն. Չելինսկու անվան օրգանական քիմիայի ինստիտուտ